# Пятнадцатый Доктор
Пятнадцатый Доктор (англ. Fifteenth Doctor) — воплощение Доктора, главного персонажа британского научно-фантастического телесериала «Доктор Кто». Сыгран шотландским актёром руандийского происхождения Шути Гатвой. Гатва стал первым темнокожим актёром, четвёртым актёром, кто имеет шотландское происхождение и первым открытым квиром, который сыграл данную роль в качестве основного актёра. Его спутницами являлись Руби Сандей (Милли Гибсон) и Белинда Чандра (Варада Сету).
Доктор является представителем внеземной расы Повелителей Времени с планеты Галлифрей, который при помощи пространственно-временного устройства ТАРДИС путешествует через время и пространство, чаще всего со спутниками. Когда Доктор получает значительные увечья, по его желанию тело может «регенерировать», однако при каждом новом воплощении его внешность и характер меняются (память и сущность остаются прежними). Эта возможность позволила отображать Доктора различными актёрами и сохранить тем самым сериал с 1963 года.
Гатва первоначально был представлен как непосредственный преемник Джоди Уиттакер и Четырнадцатый Доктор. Предполагалось, что Тринадцатый Доктор после регенерации примет именно облик этого актёра. Однако вместо этого в спецвыпуске «Сила Доктора», ставшем последним для Уиттакер, Повелитель времени внезапно приобрёл внешность, аналогичную десятому воплощению. Данный персонаж, вновь сыгранный Дэвидом Теннантом, стал официальным Четырнадцатым Доктором, в то время как воплощение Гатвы было объявлено Пятнадцатым.
В третьей серии специальных выпусков к 60-летию сериала «Смешок» состоялось первое появление Шути Гатвы в роли Доктора. Его первым полноценным эпизодом стал рождественский спецвыпуск 2023 года «Церковь на Руби-роуд», а первым сезоном — четырнадцатый, который вышел в 2024 году.
31 мая 2025 года было объявлено, что Гатва покинул сериал после финала 15-го сезона «Война реальности».

## Подбор актёра
До того, как Гатву официально утвердили на роль Доктора, претендентами по слухам были такие актёры и актрисы, как Хью Грант, Майкл Шин, Ричард Айоади, Микейла Коул, Келли Макдональд и Ленни Генри. Возвращение Расселла Ти Дейвиса на пост шоураннера породило различные слухи о том, что актёры и актрисы, работавшие вместе с ним в других проектах, также могут оказаться среди претендентов: Олли Александер, Лидия Уэст, Омари Дуглас, Т'Ния Миллер и Фисайо Акинаде. Также были теории, что Теннант, ранее уже игравший Доктора, после возвращения Дейвиса может повторить свою роль, а также, что Джо Мартин, появившаяся в нескольких сериях с Тринадцатым Доктором как Доктор-беглец, может оказаться новым воплощением.
8 мая 2022 года Шути Гатва запостил в сети Instagram картинку, на которой были изображены два больших красных сердечка, значок плюса и эмодзи синей коробки. Данная запись вкупе с комментариями Расселла Ти Дейвиса спровоцировали новую волну слухов, согласно которым актёр получил роль Доктора. В тот же день официальный аккаунт «Доктора Кто» в твиттере подтвердил данную информацию.
В статье на официальном сайте «Доктора Кто» Гатва говорит следующее: «Эта роль и это шоу так много значит для многих людей по всему миру, для меня тоже, и каждый из моих невероятных предшественников с величайшей осторожностью подошёл к этой уникальной ответственности и привилегии. Я приложу все усилия, чтобы сделать то же самое».
Дейвис добавил: «Шути ослепил нас, схватил суть Доктора и в считанные секунды овладел ключами от ТАРДИС… Обещаю вам, 2023-й год будет впечатляющим!».
Первоначально предполагалось, что Гатва сыграет роль Четырнадцатого Доктора и станет непосредственным преемником актрисы Джоди Уиттакер после выхода спецвыпусков 2022 года. Однако в конце эпизода «Сила Доктора» персонаж вновь приобрёл внешность Дэвида Теннанта. Было подтверждено, что Гатва сыграет именно пятнадцатое воплощение Повелителя времени, а исполнительный продюсер Рассел Ти Дейвис также добавил к этому: «Путь к 15-му Доктору Шути полон тайн, ужаса, роботов, марионеток, опасностей и веселья!». Впервые Доктор в исполнении Шути Гатвы появился в трейлере к спецвыпускам, посвящённым 60-летию сериала, которые вышли в конце 2023 года и предшествовали появлению этого персонажа как основного.

## Отзывы

### На официальное объявление
Ангус Робертсон, секретарь Шотландии по вопросам культуры, поздравил Гатву с успешным прохождением прослушиваний. Актёр Олли Аллександер, который ранее считался одним из главных претендентов на роль Доктора, написал в своём твиттере, что был рад выбору актёра. Сильвестр Маккой, известный своей ролью Седьмого Доктора, написал в своих соцсетях, что доволен тем, что персонажа в очередной раз сыграет шотландский актёр. В 2022 году на фанатском фестивале в Париже Мэтт Смит, исполнитель одиннадцатого воплощения Повелителя времени, открыто поддержал Шути Гатву, как нового главного актёра сериала. В интервью каналу STV Питер Капальди, известный как Двенадцатый Доктор, подтвердил, что, по его мнению, Гатва будет «невероятным Доктором». Во время церемонии вручения премии BAFTA 2022 года Гатва признался, что ему также позвонили Дэвид Теннант и Джоди Уиттакер и поздравили с получением роли Доктора.